# 소저너 트루스
소저너 트루스 (Sojourner Truth, 1797년 ~ 1883년 11월 26일)는 흑인 노예 제도 폐지론자 여성 권리 운동가 이사벨라 바움프리가 1843년부터 스스로 만들어 사용한 이름이다. 트루스는 뉴욕 스와트킬에서 노예로 태어났다. 1851년 오하이오 애크런의 여성 권리 집회에서 트루스는 “나는 여성이 아닌가요?”라는 유명한 연설을 했다.

## 초기
그는 하든버그 장군의 노예였던 제임스와 엘리자베스 바움프리의 13명의 자식 중 한명이었다. 하든버그의 영토는 스와트킬이라는 네덜란드 이름으로 불리는 언덕 (현 뉴욕 시 리프턴에서 북쪽)에 있었다. 장군이 죽은 이후로 가족 노예의 소유권은 그의 아들 찰스 하든버그에게로 넘어갔다.
1806년 찰스 하든버그가 죽은 이후로, 트루스 (당시 ‘벨’이라고 불림)는 경매에 부쳐졌다. 당시 그는 9살이었으며 100달러에 한 떼의 양들과 함께 뉴욕 킹스턴 근처에 사는 존 닐리에게 팔렸다. 그가 팔릴 때까지, 트루스는 네덜란드어만을 하였다. 닐리의 손 아래 그는 많은 고난을 겪었으며, 이후 그의 글에서 닐리는 몽둥이 한 묶음으로 그를 구타하기도 한 잔인하고 냉혹한 사람으로 묘사되었다. 닐리는 1808년, 포트 어윈의 술집 주인 마티너스 슈라이버에게 105달러에 팔렸으며, 그는 그를 18개월 동안 소유하였다. 1810년 슈라이버는 뉴욕 웨스트 파크의 존 듀몬트에게 그를 175달러에 팔았다. 듀몬트의 경우 그에게 호의적이었으나, 그의 아내가 수많은 방법으로 트루스를 괴롭혀 그의 삶을 고달프게 만들었다고 한다.
1815년 경, 트루스는 이웃 농장에서 로버트라는 이름의 노예를 만나 사랑에 빠졌다. 로버트의 주인인 캐틀린은 이 관계를 금지하였다; 만약 자신의 노예가 다른 사람의 노예와의 사이에서 아이를 가지면, 그 아이는 자신의 노예가 되지 않기 때문이다. 로버트는 잔인하게 구타당했으며 트루스는 다시는 그를 보지 못하였다. 그는 이때 구타로 입은 상처로 인해 사망하였다. 1817년 트루스는 듀몬트의 강요로 나이가 더 많은 토마스라는 노예와 결혼을 하였다. 그는 다섯 명의 자식을 낳았다: 다이아나(1815년), 피터(1821년), 엘리자베스(1825년), 그리고 소피아(1826년 경) 등이었다.

## 자유
뉴욕 주는 1799년 노예 제도 폐지를 입법하였으나, 뉴욕 노예의 해방은 1827년 7월 4일까지 끝나지 않았다. 듀몬트는 주의 해방 선언이 있기 1년 전에 트루스에게, “만약 그가 충실하게 행동한다면” 자유를 주겠노라고 약속해둔 상태였다. 하지만, 그는 이후 마음을 바꾸곤, 그에게 그의 손에 입은 상처 때문에 그가 일의 능률이 떨어진다고 말하였다. 그는 이 말에 분노하였다. 그 후 그는 주인의 대한 책임감을 스스로 만족시키기 위해 100파운드의 양털을 짤 때까지 일을 계속 하였다.
1826년 말, 트루스는 자신의 갓난아기 딸 소피아를 데리고 자유를 찾아 탈출하였다. 당시 20대가 될 때까지 노예로써 일하지 않으면 법적인 해방은 불가능했으므로 다른 자식들은 두고 와야했다. 그는 이후 말했다:
| “ | 도망친 것은 아니었다, 그건 이상한 결정이니까. 대신 난 걸어나갔다, 그것이 옳은 길이라고 믿고. | ” |

그는 아이삭과 마리아 반 워제너의 집에 도착하였으며, 그들은 그와 그의 아기를 받아들였다. 아이삭은 주 노예 해방법이 시행될 때까지 그에게 여러 가지를 제공하였다. 그는 뉴욕주 노예 해방법이 1년 후 시행될 때까지 그곳에서 지냈다.
트루스는 곧 자신의 아들 피터 (당시 5세)가 듀몬트에 의해 앨라배마의 한 남자에게 불법적으로 팔렸다는 것을 알게 되었다. 반 워제너 부부의 도움으로, 그는 이 사건을 법정으로 가지고 갔으며, 몇 달 간의 법정 공방 끝에, 새 주인에 의해 심하게 학대를 받았던 그의 아들을 되찾을 수 있었다. 트루스는 백인을 고소하여 승소한 첫 흑인 여성이 되었다.
트루스는 반 워제너 부부와 있으면서 그의 삶에 큰 영향을 끼친 종교적 경험을 하였으며, 그 결과 독실한 기독교인이 되었다. 1829년 그는 자신의 아들 피터와 함께 뉴욕 시로 건너가, 기독교 전도사 엘리자 피어슨의 가정부로 일하였다. 1832년에는 로버트 매튜 (당시 머사이어스 킹덤, 예언가 맛디아 등의 이름으로 활동하던 종교 사기꾼)와 만나 그의 가정부로써 일하였다. 공교롭게도, 이때 엘리자 피어슨이 죽으면서, 로버트 매튜와 트루스는 그의 물건을 훔치고 그를 독살했다는 죄로 고소당하였다. 둘은 이후 석방되었으며 로버트 매튜는 서쪽으로 떠났다.
1839년에는, 트루스의 아들 피터가 "존 오브 낸터켓"이라는 이름의 포경선에서 일하게 되었다. 1840년에서 1841년까지, 그는 그로부터 세 장의 편지를 받았다 (세 번째 편지에는 그가 지금까지 편지를 다섯 번 보냈다고 언급되어있다). 그 배가 1842년에 항구로 돌아왔을 때, 피터는 거기에 타고 있지 않았으며 트루스는 다시는 그의 소식을 듣지 못하였다.

## "진실이 나를 부른다(The Truth Calls Me)"
1843년 6월 1일, 트루스는 자신의 이름을 “소저너 트루스” (진실에 머무르는 사람이라는 의미)라고 바꾸고 그녀의 친구들에게 말하였다.
{{인용문2|성령이 나를 부르고 있으니, 난 가야만 한다.)
그는 감리교 신자가 되었으며, 노예 폐지론에 관한 강연을 펼치기 위해 여행을 떠났다. 1844년, 그는 매사추세츠주의 노스햄프턴 교육 및 공업 연합의 멤버가 되었다. 노예 폐지론자가 세운 그 연합은, 여성 권리와 종교적 관용, 평화주의 등을 지지하고 있었다. 연합은 210명의 멤버가 있었으며, 500에이커 (2 km2)의 땅에서, 가축을 기르고 제재소, 방앗간, 비단 공장 등을 운영하고 있었다. 그곳에서, 트루스는 윌리엄 로이드 개리슨, 프레데릭 더글러스, 데이빗 러글스 등과 만났다. 1846년에는, 재정적 이유로 연합이 해체되었다. 1847년에 그는 윌리엄 로이드 개리슨의 처남 조지 벤슨의 가정부로 일하였다. 1849년에는 서부로 가기 직전이었던 존 듀몬트를 방문하였다.
트루스는 자신의 회상록을 친구 올리브 길버트에게 얘기하기 시작하였으며, 1850년에는 윌리엄 로이드 개리슨이 개인적으로 그의 책, 《소저너 트루스의 이야기: 한 북부의 노예》를 출간하였다. 그 해, 그는 노스햄프턴에서 집을 $300에 사들였으며, 매사추세츠주 워세스터의 첫 국가적 여성 권리 집회에서 연설을 하였다.
1851년, 그는 노스햄프턴을 떠나 노예 폐지론자이자 연설가 조지 톰슨과 동행하게 되었다. 5월, 그는 오하이오 애크런에서 열린 오하이오 여성 권리 집회에서 유명한 연설 《나는 여성이 아닌가요?》를 하게 되었다. 이 문구는, 무릎 꿇은 여자 노예 그림에 “나는 여성도 자매도 아닌가요?”라고 적혀있는 유명한 노예 폐지론자들의 그림에서 따온 것이었다.
| “ | 그 당시 집회에서 말을 할 용기를 내는 여자들은 거의 없었다; 우리들 중 몇몇 당당한 ‘스승’들만이 우리를 좌지우지하였고, 구경하는 남자들과 몇몇 냉소를 보내는 사람은 “당당함”을 보며 쩔쩔매는 상황을 차라리 즐기는 듯 해보였다. 몇몇 섬세한 친구들은 위엄을 잃기 직전이었으며, 폭풍이 불어닥칠 기미가 보이고 있었다. 그때, 고개도 제대로 들고 있지 않던 소저너 트루스가 자리에서 천천히 일어났다. “말하게 하지마!” 귀에 대여섯 명이 놀라며 하는 소리가 들렸다. 그는 천천히, 그러나 엄숙하게 앞으로 걸어나와 낡은 보닛을 그의 발 위에 내려두고, 내게 두 눈을 돌렸다. 위아래에선 있을 수 없는 일이라는 듯한 속삭임이 연신 들렸다. 나는 일어나서 소저너 트루스를 소개하고, 잠시만 조용히 해달라고 청중들에게 부탁을 하였다. 소동은 한순간에 끝났고, 모든 눈은 저 아마존에서 온 듯한, 6피트(약 180cm) 키의 고개를 꼿꼿이 세운, 꿈을 꾸는 듯이 허공을 꿰뚫는 눈을 가진 여성에게 향하고 있었다. 그의 첫 마디에는 깊은 침묵이 있었다. 그는 굵은 목소리, 그다지 크진 않았지만 그곳에 모인 모두의 귀에 닿는 목소리, 문과 창문을 뚫고 밖으로까지 퍼져나가는 목소리로 얘기를 하였다. | ” |
|   | — 프랜시스 게이지가 추억하는 소저너 트루스, 오하이오 애크런에서 열린 애크런 집회에서, 1851년 5월 |   |

다음 10년간, 트루스는 수십 명, 혹은 수백 명의 사람들 앞에서 강연을 하였다. 1851년에서 1853년까지, 트루스는 오하이오의 《노예 반대의 나팔 (Anti-Slavery Bugle)》의 편집장 마리우스 로빈슨과 함께 일하면서, 주 이곳저곳에서 연설을 하였다. 1853년에는, 뉴욕 시의 브로드웨이 예배당에서 열린 여성 참정권론자 “게릴라 집회”에서 연설을 하였다. 그 해 그는 해리엇 비처 스토우와의 만남도 가졌다. 1856년, 그는 미시간주의 배틀 크리크로 가 “인간 발전의 친구”라고 불리는 단체에서 강연을 하였다. 1858년에는, 강연 도중 누군가 그가 남자가 아니냐며 끼어드는 소동이 있었는데, 이때 트루스는 블라우스를 벗고 그의 가슴을 내보였다.

## "나는 여성이 아닌가요?"
트루스는 1851년 그의 가장 유명한 연설을 오하이오 여성권 집회에서 하였다. 그 연설은 트루스가 반복하여 말한 어구를 따 《나는 여성이 아닌가요?》 로 이후 알려지게 되었다.
다음은 그 연설의 전문이다.
| “ | 여러분, 이렇게 야단법석인 곳에는 뭔가 정상이 아닌 게 있음이 틀림없어요. 내 생각에는 남부의 검둥이와 북부의 여성 모두가 권리에 대해 얘기하고 있으니 그 사이에서 백인 남성들이 곧 곤경에 빠지겠군요. 그런데 여기서 얘기되고 있는 건 전부 뭐죠? 저기 저 남성이 말하는군요. 여성은 탈것으로 모셔 드려야 하고, 도랑은 안아서 건너드려야 하고, 어디에서나 최고 좋은 자리를 드려야 한다고. 아무도 내게는 그런 적 없어요. 나는 탈것으로 모셔진 적도, 진흙구덩이를 지나도록 도움을 받은 적도, 무슨 좋은 자리를 받아본 적도 없어요. 그렇다면 나는 여성이 아닌가요? 날 봐요! 내 팔을 보라구요! 나는 땅을 갈고, 곡식을 심고, 수확을 해왔어요. 그리고 어떤 남성도 날 앞서지 못했어요. 그래서 나는 여성이 아닌가요? 나는 남성만큼 일할 수 있었고, 먹을 게 있을 땐 남성만큼 먹을 수 있었어요. 남성 만큼이나 채찍질을 견뎌내기도 했어요. 그래서 나는 여성이 아닌가요? 난 13명의 아이를 낳았고, 그 아이들 대부분 노예로 팔리는 걸 지켜봤어요. 내가 어미의 슬픔으로 울부짖을 때 그리스도 말고는 아무도 내 말을 들어주지 않았어요. 그래서 나는 여성이 아닌가요? 이런 일을 사람들이 머리와 관련해 얘기할 때 뭐라고 부르죠? (청중들이 중얼거렸다: "지성!") 맞아요. 그거예요. 지성이 여성의 권리나 흑인의 권리와 무슨 관계가 있는거죠? 나의 잔이 1파인트도 담지 못하고, 당신의 잔이 2파인트를 담고 있는데, 당신은 내 보잘 것 없는 절반 크기의 잔을 채우지 못하게 할만큼 야비하지는 않겠지요? 저기 검은 옷을 입은 작은 남자가 말하네요. 여성은 남성만큼의 권리를 가질 수 없다고요. 왜냐하면 그리스도가 여성이 아니었기 때문이라고요! 당신들의 그리스도는 어디서 왔죠? 어디서 왔느냐고요? 하나님과 여성으로부터 왔잖아요! 남성은 그리스도와 아무런 관계가 없었죠. 하나님이 만든 최초의 여성이 혼자서 세상을 엉망으로 만들만큼 강했다면, 이 여성들이 함께 세상을 다시 올바른 방향으로 되돌려 놓을 수 있어야 해요. 그리고 지금 여성들이 그렇게 할 것을 요구하고 있고, 그렇게 하도록 하는 게 더 좋을 겁니다. 내 말을 들어야만 해요. 이제 늙은 소저너는 더 이상 할 말 없어요. | ” |
|   | — 소저너 트루스, |   |

## 임무를 띠고
1857년 트루스는 노스햄프턴에 있던 그의 집을 팔고 배틀 크리크에서 약간 서쪽으로 가면 있는 미시간주 하모니아에 집을 마련하였다. 1860년의 인구 조사 자료에 따르면, 당시 하모니아의 집에는 그의 딸 엘리자베스 뱅크스(당시 35세), 그의 손자 제임스 콜드웰(당시 16세)과 새미 뱅크스 (당시 8세)가 같이 살고 있었다.
남북 전쟁 중, 트루스는 연합군을 위한 흑인 군대를 조직하는 것을 도왔다. 그의 손자 제임스 콜드웰은 매사추세츠 54번 연대에 소속되어있었다. 1864년 트루스는 워싱턴 D.C.에 위치한 국립 자유민 구제 연합에 고용되어, 흑인들의 생활 환경을 개선하기 위해 열심히 일하였다. 그 해 10월, 그는 대통령 아브라함 링컨을 만났다. 1865년, 트루스는 워싱턴 자유민 병원에서 일하면서, 자동차를 타고 거리를 누비며 인종 차별 폐지를 주장하였다.
트루스는 첫 미시간의 유색인 연대의 군가 《The Valiant Soldiers》의 작사를 맡기도 하였다; 전해지는 바에 따르면 이 노래는 전쟁 중에 만들어져 디트로이트와 워싱턴에서 불렸다고 한다. 노래 멜로디는 《공화국 찬가》 (John's Brown Body)의 멜로디를 사용하였다. 트루스가 이 곡의 가사를 썼다고 주장을 하기는 했으나, 실제로는 논란이 조금 있다.
1867년, 트루스는 하모니아에서 배틀 크리크로 옮겨왔다. 1868년에는, 뉴욕 서부로, 그리고 미국 동부를 계속 여행하였다. 매사추세츠 플로렌스에서 열린 집회에서, 힘든 여행에서 방금 돌아온 그에게 누군가 한 마디를 청하였을 때, 그는 일어서서 이렇게 말하였다.
| “ | 여러분, 저는 여기 모인 모든 분들처럼, 제가 하고 싶은 말을 다른 사람들로부터 듣기 위해 왔습니다. | ” |

1870년, 트루스는 연방 정부가 전 노예들에게 무상으로 나눠준 땅을 확보하려고 노력하였으며, 이 노력은 7년간 이어졌으나 큰 성과를 거두진 못했다. 워싱턴 D.C.에서 그는 율리시스 S. 그랜트 대통령과 백악관에서 만남을 가졌다. 1872년에는 배틀 크리크로 돌아와 투표를 하려 했으나, 투표소에서 입장을 거부당하였다.
트루스는 노예 제도 폐지, 여성권, 교도소 개선에 관해 말하였으며 미시간주 입법부에게 사형 제도 반대를 주장하기도 하였다. 모든 사람이 그의 강연을 환영한 것은 아니었으나, 그에겐 많은 친구와 그들의 굳은 지지가 있었다. 그의 친구로는 에이미 포스트, 윌리엄 로이드 개리슨, 웬델 필립스, 수잔 B. 앤서니, 루크리셔 모트 등등이 있었다.
트루스가 죽기 며칠 전, 《그랜드 래피즈 이글》 지의 기자가 찾아와 그와의 인터뷰를 가졌다.
| “ | 그의 얼굴은 여위었고 척 봐도 큰 아픔을 겪고 있는 것이 보였다. 그 때문에 얘기하는 것을 힘들어했지만, 그의 눈은 매우 밝았으며 마음은 날카로웠다. | ” |

기자에게 그가 남긴 마지막 말은, 
| “ | 예수 그리스도를 따라가세요. | ” |

였다.
트루스는 1883년 11월 26일 배틀 크리크의 그의 집에서 숨을 거두었으며, 배틀 크리크의 오크힐 공동 묘지의 그의 가족들과 함께 묻혔다.

## 남긴 다른 흔적들
- 1862년 -- 윌리엄 스토리의 동상 “리비아의 무당 (The Libyan Sibyl)”은 소저너 트루스에게서 영감을 받아 만들어졌으며, 런던 만국 박람회에서 상을 받았다.[3]
- 1892년 -- 영국의 예술가 프랭크 코터는 트루스와 아브라함 링컨 대통령의 만남을 그림으로 그린 바 있다.[2]
- 1981년 -- 트루스는 뉴욕 세네카 폴스의 국립 여성 명예의 전당에 입성하였다.[2]
- 1981년 -- 페미니스트 이론주의가이자 작가 벨 훅스는 그의 첫 책의 제목을 트루스의 연설 제목을 따 “나는 여성이 아닌가요?”라고 붙였다.
- 1983년 -- 트루스는 랜싱의 미시간 여성 명예의 전당에 들어가게 된 첫 여성들 중 한 명이다.[2]
- 1986년 -- 미국 우체국에서 소저너 트루스를 기념하는 우표를 발간하였다.[2][20]
- 1997년 -- NASA의 마스 패스파인더의 임무 로봇의 이름은 그의 이름을 따 “소저너”라고 붙여졌다.[21]
- 1999년 -- 브로드웨이 뮤지컬 시빌 워 (The Civil War)에 나오는 노래에는 Sojourner Truth: Ain't I a Woman이라는 노래가 있다. 이 노래는 1999년 녹음되었으며, 부른 가수는 마야 안젤루이다.
- 좌파 단체인 “소저너 트루스 조합”은 그의 이름을 따 이름 붙여졌다.
- 미국 복음주의 루터교회는 그를 사회개혁가로서 해리엇 터브먼과 함께, 매해 3월 10일 기념한다.
- 2002년 학자 몰레피 케트 아산테는 소저너 트루스를 “100명의 위대한 흑인”의 리스트에 포함시켰다.[22]
- 2004년 -- 뉴욕 엠파이어 스테이트 빌딩 내에 위치한 킹스 칼리지는 하우스 제도로 운영되는 데 (옥스퍼드 대학의 제도를 본땀), 각 하우스의 이름은 영향력 있던 리더의 이름을 따 붙여져있다. 2004년 하우스 중 하나가 소저너 트루스의 이름이 붙게 되었다.[23]
- 미국성공회(The Episcopal Church)에서 발간한 “교회력”에 보면, 7월 20일은 엘리자베스 캐이디 스탠튼, 해리엣 터브먼, 아멜리아 블루머와 함께 소저너 트루스를 기념하는 날이다.
- 뉴욕 주립 대학교 도서관은 그의 이름이 붙여져있다.
- 2009년 -- 소저너 트루스는 미 국회 의사당에 처음으로 흉상이 자리하게 된 흑인 여성이다.[24]

## 참고 자료
- Narrative of Sojourner Truth: A Northern Slave (1850).
  - Dover Publications 1997 개정판: ISBN 0-486-29899-X
  - Penguin Classics 1998 개정판: ISBN 0-14-043678-2. 넬 어빈 페인터가 소개글을 적음.
  - 펜실베니아 대학교 온라인 에디션 HTML 포맷, 한 페이지 당 한 챕터
  - 버지니아 대학교 온라인 에디션 HTML 포맷, 207 kB, 한 페이지에 한 권
- 폴 E. 존슨 & 션 빌렌츠, The Kingdom of Matthias: A Story of Sex and Salvation in 19th-Century America (New York & Oxford: Oxford University Press, 1994) ISBN 0-19-509835-8
- 칼레튼 메이비 & 수잔 메이비 뉴하우스, Sojourner Truth: Slave, Prophet, Legend (New York & London: New York University Press, 1993) ISBN 0-8147-5525-9
- 넬 어빈 페인터, Sojourner Truth: A Life, A Symbol (New York & London: W. W. Norton & Co., 1996) ISBN 0-393-31708-0
- 재클린 시한, Truth: A Novel (New York: Free Press, 2003) ISBN 0-7432-4444-3
- 얼린 스텟슨 & 린다 데이빗, Glorying in Tribulation: The Lifework of Sojourner Truth (이스트랜싱 미시간 주립대학교, 1994) ISBN 0-87013-337-3
- 윌리엄 리트 스톤, Matthias and his Impostures- or, The Progress of Fanaticism (뉴욕, 1835) 인터넷 문서고 온라인 에디션 pdf 포맷, 16.9 MB, 한 PDF에 전 내용 수록)
- 길버트 베일, Fanaticism - Its Source and Influence Illustrated by the Simple Narrative of Isabella, in the Case of Matthias, Mr. and Mrs. B. Folger, Mr. Pierson, Mr. Mills, Catherine, Isabella, &c. &c. (New York, 1835) 구글 북스 온라인 에디션 pdf 포맷, 9.9 MB, 한 PDF에 전 내용 수록, 한 페이지 당 한 페이지